# Helene Engelmann
Helene Engelmann (Wenen, 9 februari 1898 – aldaar, 1 augustus 1985) was een Oostenrijkse kunstschaatsster. Engelmann won samen met Karl Mejstrik de wereldtitel in 1913 en een jaar later de zilveren medaille tijdens de wereldkampioenschappen. Engelmann won in 1922 en 1924 de wereldtitel samen met haar nieuwe partner Alfred Berger, samen wonnen ze in 1924 tevens olympisch goud.

## Belangrijke resultaten
| Kampioenschap | 1913 | 1914   | 1922 | 1923 | 1924 |
| ------------- | ---- | ------ | ---- | ---- | ---- |
| OS paren      |      |        |      |      | Goud |
| WK paren      | Goud | Zilver | Goud |      | Goud |